# Кшеменев
Кшеменев (пол. Krzemieniew) — село в Польщі, у гміні Далікув Поддембицького повіту Лодзинського воєводства.
Населення — 148 осіб (2011).
У 1975-1998 роках село належало до Серадзького воєводства.

## Демографія
Демографічна структура станом на 31 березня 2011 року:
|          | Загалом | Допрацездатний вік | Працездатний вік | Постпрацездатний вік |
| -------- | ------- | ------------------ | ---------------- | -------------------- |
| Чоловіки | 70      | 15                 | 47               | 8                    |
| Жінки    | 78      | 16                 | 44               | 18                   |
| Разом    | 148     | 31                 | 91               | 26                   |